# MG・ミジェット

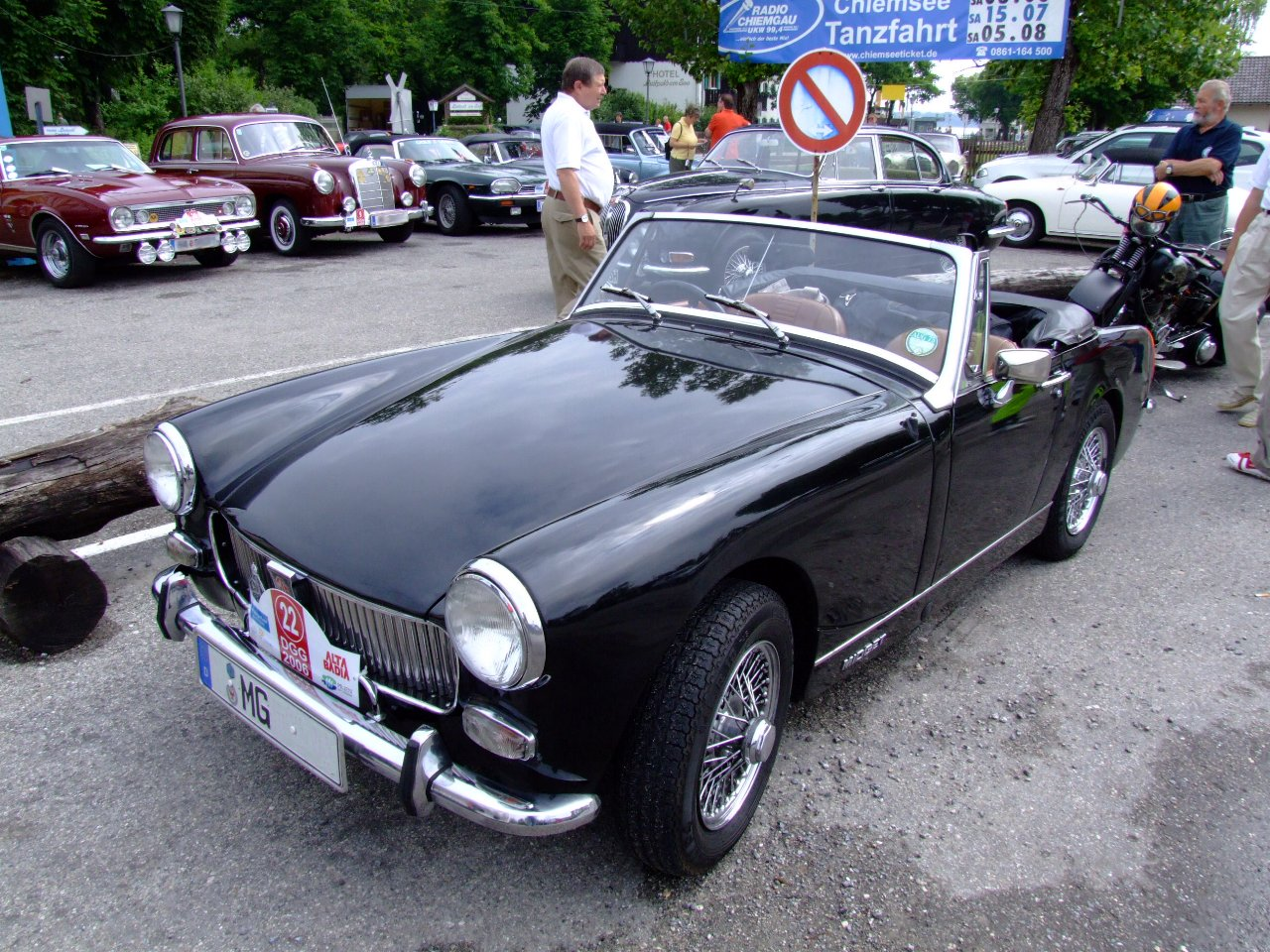
ミジェットMkIV

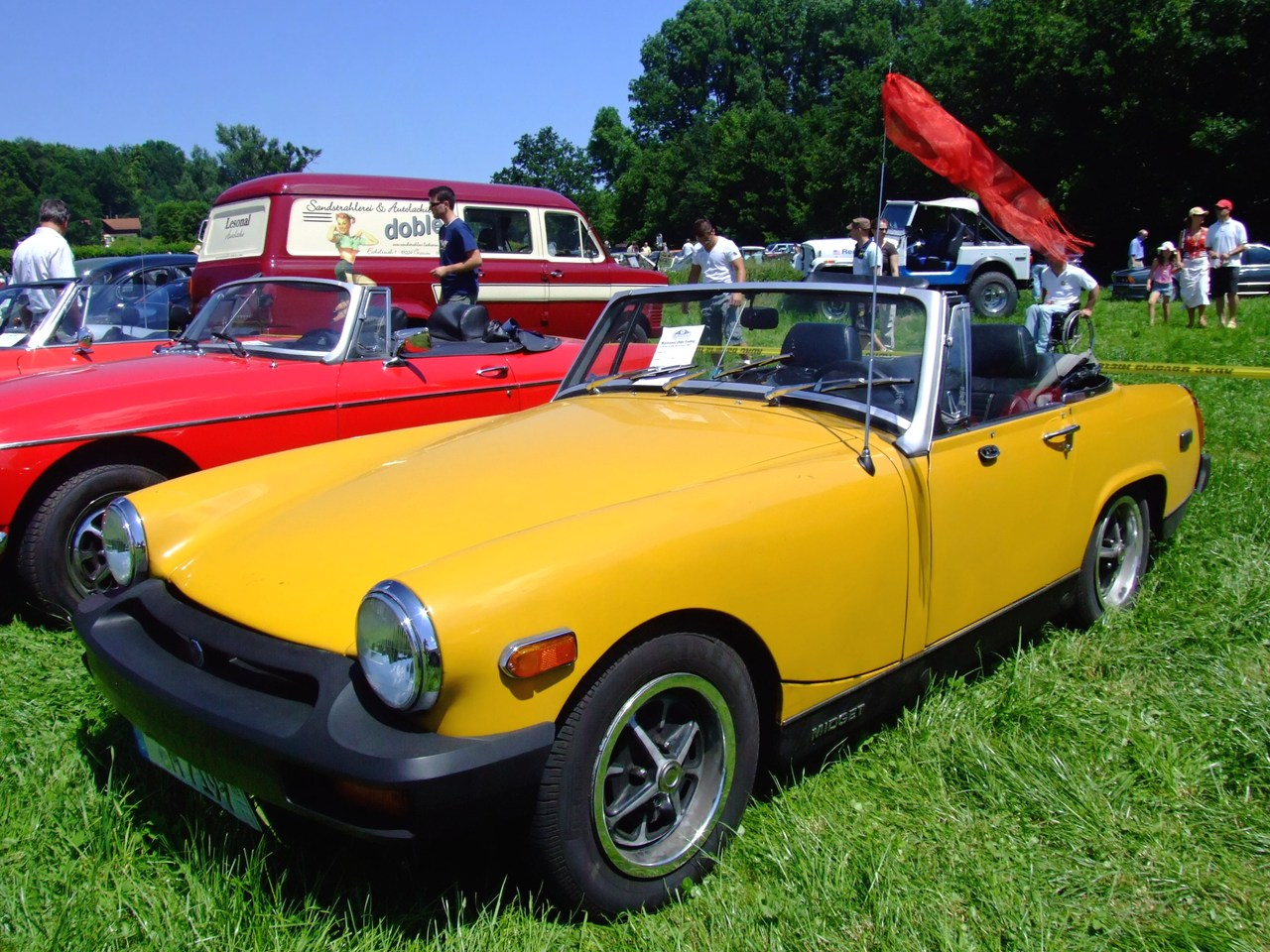
1979年型ミジェット1500

ミジェット（Midget ）は、イギリスの自動車メーカーBMCがMGブランドで販売していたスポーツカーである。なお製造メーカーは発売開始当初のBMCからBMHに、次いでブリティッシュ・レイランドへと変遷している。

## 概要
1961年から1979年まで生産された、小型の2座席オープンスポーツカー。1958年から1971年まで生産されたオースチン・ヒーレー・スプライトの兄弟車種。愛好家からは、ミジェットとスプライトの両者を纏めて「スプリジェット」と呼ばれ親しまれている。

## MG・ミジェットMkⅠ（1961-1964）
1961年6月末に発表されたMkⅠと呼ばれるファーストモデルは、基本的にオースチン・ヒーリー・スプライトMkⅡのバッジエンジニアリングバージョンであり、スプライトより少し高価に設定された。オリジナルの”カニ目”スプライトはMGTミジェットの生産終了により生じたマーケットの隙間を埋めるために特別に導入された（MGTの後継モデルであるMGAは高性能であるがより大型かつ高価だった）。既存のMGオーナーの多くは、現代的で低価格なスポーツカーとしてスプライトに乗り換えたため、ミジェットと名付けられたバッジエンジニアリングのMGバージョンは理にかなっていた存在であった。新型ミジェットとスプライトとの違いは、グリスデザイン、バッジ、インテリアのトリム、計器類、価格が高いことの理由付けのための外装トリムのポリッシュ加工のみであった。メカニズムはスプライトと同一で、リアサスペンションはスプライトMkⅠで採用された1/4楕円形リーフスプリング＆トレーリングアームをそのまま使っていた。エンジンはAシリーズ948ccで、ツインSUキャブレター採用により46hp(34kw)/5,500rpm、53lb・ft(72N・m）/3,000rpmを発揮する。ブレーキは4輪とも直径7インチ（178mm）ドラムであった。ハードトップ、ヒーター、ラジオ、ラゲッジラックがメーカーオプションとして設定されていた。
1962年10月にはエンジンが1,098ccに拡大され出力はそれぞれ56 hp (42 kW) /5,500 rpm、62 lb⋅ft (84 N⋅m) / 3250 rpmに向上。フロントブレーキがドラムからディスクへと改められた。また直径13インチ、幅4インチのスポークホイールを選択できるようになった。ドアにはハンドルやロックがなく、窓はスライド式のパースペックス製サイドスクリーンで、ヒーターはオプション。生産台数は948cc仕様が16,080台、1,098cc仕様が9,601台である。1962年に948cc仕様を使ったテストがイギリスの雑誌「The Motor」により行われ、最高速度87.9mph (141.5 km/h) 、0-60mph（0-97km/h）加速18.3秒、燃費40.2マイル/英ガロン（7.03L/100km）を記録した、テスト車の英国における価格は税込み689ポンドであった。

## MG・ミジェットMkⅡ（1964-1966）
外観上の主な変更点はドアで、巻き上げ式ウインドウ、回転式クォーターライト（別名ウイングウインドウ）、外部ハンドル、独立したロックが採用された。ウインドスクリーンはわずかに湾曲したデザインとなり、より頑丈なフレームに取り付けられている。幌は改良されたとはいえ脱着可能なフレーム付きで、幌を取り付ける前にそれを立てておく必要があった。リアサスペンションのスプリングはより乗り心地のよい、コンベンショナルな半楕円形に変更されている。エンジンブロックは強化され、より大きなメインベアリングを採用。最高出力は59hp(44kW）/5,750rpm、最高トルクは65 lb⋅ft (88 N⋅m)/3,500rpmへと向上した。総生産台数は26,601台。

## MG・ミジェットMkⅢ（1966-1974）
エンジンはミニ・クーパーSにも搭載された1,275ccへと改められた。しかしこのエンジンはクーパーS用が76hp(57kw)/5,800rpm、圧縮比9.75：1に対し、65hp(48kw)/6,000rpm、72 lb⋅ft (98 N⋅m) / 3,000 rpm、圧縮比8.8：1とディチューンされており、エンスージアストを失望させた。ミジェットは他のBMC製1,300cc車と同じ12G940シリンダーヘッドを使っていたが、クーパーSは吸気バルブだけでなく排気バルブも大きくした特別なシリンダーヘッドを使用していた。独立したクラッチ用マスターシリンダーが追加され、幌は車体に固定されるようになり、機構も改良され使い勝手が良くなっている。
1968年モデルのアメリカ仕様車には、小型のメインゲージを備えたパッド入りダッシュボード、折りたたみ式ステアリングコラム、シザースタイプの幌ヒンジ、３つ目のフロントガラスワイパー、追加のサイドマーカーライト、アンチバーストドアラッチといった安全装備が追加された。
1968年12月、シリアルナンバー66236からはリアアクスルのギア比が4.22：1から3.90：1へと変更され、1,000rpmあたりの速度が16.5mph(26.6km/h）となることで燃費が向上している。
1970年モデルではボディトリムのマイナーチェンジがされ、黒塗装されたシル、凹型ブラックグリル、MGBと同形の四角いテールライトとなった。13インチのルベリー・オーウェン”Rostyle”ホイールが標準となったが、520×13 Crossplyもしくは145HR13ピレリVinturato CA67タイヤと組み合わされるワイヤースポークホイールはオプションとして残されていた。この改良型は当初フロントガラスのフレームをマットブラック塗装としていたが不評で、数百台が生産されただけでオリジナルの金属つや消し仕上げに戻された。
1971年、北米仕様車は圧縮比が8.0：1へと下げられ、最高出力は54.5 bhp (40.6 kW)/5,500 rpmへ、最大トルクは 67 lb⋅ft (91 N⋅m) /3,250 rpmへと低下している。
1972年1月に、四角いリアホイールアーチが丸みを帯びた形状に変更され、またトライアンフのステアリングラックを採用することでこれまでよりやや低いギア比となった。また同年にはマフラーに２つ目のサイレンサーが追加されている。1973年にはダイナモに変わりオルタネーターが搭載された。
1974年モデルが登場してから7ヶ月後、アメリカ初のパンパー衝撃規制に対応するため、クロームのバンパーに特大のゴム製バンパーブロックが追加される。これは英国の豊満な女優にちなんで「サブリナス」の愛称で呼ばれた。
1966年から1969年のマイナーチェンジまでの間に22,415台が、そこから1974年までに77,831台が製造された。

## MG・ミジェット1500(1974-80)
アメリカの規制に適合させるために黒いプラスチックで覆われた大型バンパーが前後に追加され車高も高くなった。この車高アップはハンドリングにも影響し、重心の高さを改善するためアンチロールバーが追加されている。Aシリーズエンジンはトライアンフ・スピットファイアの1,493ccスタンダードSCエンジンへ置き換えられ、それに4段全てにシンクロが付いたモーリス・マリーナのギアボックを組み合わせている。この新エンジンによる排気量拡大によって排気ガス規制強化に対応できるようになった。最高出力はSU HS4ツインキャブを装着していたものの65ps(48kW）とmk3と同程度だったが、より太いトルクを発生していた。トルクアップと高いギア比採用により加速は向上し（0-60mph加速は13秒から12秒へ）最高出力は100mph(160km/h）を超えた。
アメリカ仕様車は、アメリカとカリフォルニア州の新しい排ガス規制に合わせてエアポンプ、EGRバルブ、触媒コンバーターを搭載したが、ブリティッシュ・レイランドはエンジン出力を許容レベルに維持するには苦労した。アメリカ仕様は1976年にSU HS4ツインキャブからシングルのゼニス・ストロンバーグ150CD4触媒コンバーターキャブに換装され、後にゼニス・ストロンバーグ150CD4Tへと変わった。最高出力と最大トルクはそれぞれ50 hp (37 kW) /5,000rpmと67 lb-ft/2,500 rpmに低下している。丸いリアホイールアーチはボディ強度アップのため再び四角くなり、フロントのホイールアーチは車高が上がったことによる隙間を最小限にするため低くされた。
ミジェット1500は73,899台が製造され、最後の１台がロールアウトしたのは1979年12月7日のことだった。本国仕様の最後の500台は黒く塗られていた。

## ADO34
ADO34は1960年から1964年にかけて活動したプロジェクトの名称で、MG・ミジェットまたはオースチン・ヒーリー・スプライトの新型車としてMiniベースの前輪駆動ロードスターの開発を目的としていた。1961年、MGミジェットの発売後にミジェットまたはスプライトの後継車種として検討されたが、1964年ころ、このプロジェクトは中止された。

## MG・ミジェットレーシングクーペ
MGのレースドライバーでガレージオーナーのディック・ジェイコブスがアビンドンを説得し、アストンマーチンDB4にインスパイアされたGTボディを持つスペシャルなライトウエイトミジェットを２台製作した。屋根はミジェット標準のハードトップの前側部分を使い、リア部分とフロントガラスは特注品だった。クイックリリース式の燃料口はリアウインドの下、右側に設置された。空力効率を向上させたノーズの設計はシド・エネバーが担当し、標準のボディと比べて時速100マイルを達成するために必要な出力を13hp減少させることに成功している。この２台はBJB 770、BJB 771として登録された。スコットランドのジョン・ミルンのために作られた３台目を含め全車が現存している。ディック・ジェイコブスに貸し出された２台は、当初Aシリーズ979ccエンジンが搭載され、ウェーバーのツインキャブレターによりおよそ80hp(60kw）を発揮していた。1962〜1963年のキャンペーンでは997ccのBMC Aシリーズエンジン（フォーミュラジュニア仕様）を使い、1964年シーズンではより大きな1,139ccのフォーミュラジュニアエンジンで走らせており、クーペがプロトタイプとして走るイベント用としてミニ・クーパーS由来のブロックを使った1,287ccエンジンも用意されていた。それらのエンジンには18.5英ガロン（84L）燃料タンク、大型オイルクーラー、大口径排気システムとデュアルサーキットブレーキが取り付けられていた。